# V.C. Thomsen
Vilhelm Carl Thomsen (født 20. november 1854 i Sorø, død 27. april 1906 i København) var en dansk retskyndig.